# Église de la Sainte-Trinité (Tobolsk)
Pour les articles homonymes, voir Église de la Sainte-Trinité.
L'église de la Sainte-Trinité (церковь Пресвятой Троицы) est une église catholique de la ville de Tobolsk en Russie qui est dédiée à la Sainte-Trinité. Elle dépend du diocèse de Novossibirsk. C'est un monument historique protégé de style néogothique qui est situé au 11 de la rue Rosa Luxemburg (autrefois rue de l'Annonciation). On y donne des concerts publics d'orgue.

## Historique
Comme pour la plupart des communautés catholiques de Sibérie, le noyau originel de la paroisse est constitué de Polonais et de Lituaniens influents relégués en Sibérie après les événements insurrectionnels de novembre 1830 en Pologne. Le gouverneur donne l'autorisation à la communauté de fidèles catholiques de faire construire une église en 1843. Une première chapelle de bois est donc construite en 1848 et la communauté est érigée en paroisse en 1868. En 1891, le curé polonais de la paroisse demande la permission de bâtir une église plus grande, permission qui lui est donnée six ans plus tard. Les dons affluent de toute la Russie et la somme la plus importante (trois mille roubles) provient d'une veuve fortunée polonaise, veuve de l'entrepreneur Alfons Koziełł-Poklewski (1809-1890) qui possédait des mines dans la région. Les travaux commencent en 1900 et la première messe est célébrée le 8 septembre 1907, fête de la Nativité de la Vierge. Elle est consacrée par Mgr Jan Cieplak (1857-1926) archevêque de Moguilev avec résidence à Saint-Pétersbourg. Plusieurs organisations charitables s'occupent des pauvres et de l'école paroissiale primaire et secondaire.
L'église est fermée au cours d'une campagne d'athéisme en 1923 et son clocher est détruit. Elle sert de cantine ouvrière, puis de dépôt de cinéma. Des relations normales s'instaurent entre l'État et les différentes confessions après la chute du régime communiste et l'église est rendue à la paroisse en 1993. Les travaux de restauration durent jusqu'en l'an 2000. L'église est reconsacrée le 13 août 2000 par Mgr Joseph Werth.
Un nouvel orgue est offert par des fidèles originaires d'Allemagne en 2004, ce qui fait de l'église un lieu de concerts d'orgue réputé dans toute la région. L'église fête avec éclat son centenaire en 2007 sous la direction de son curé originaire de Pologne.

## Architecture
Cette église néogothique possède une nef sans transept avec une grande abside derrière le maître-autel. Elle est surmontée en façade d'un haut clocher flanqué de deux clochetons.
L'église offre une vue admirable de la ville car elle est située à flanc de coteau sous le kremlin de Tobolsk.

## Illustrations

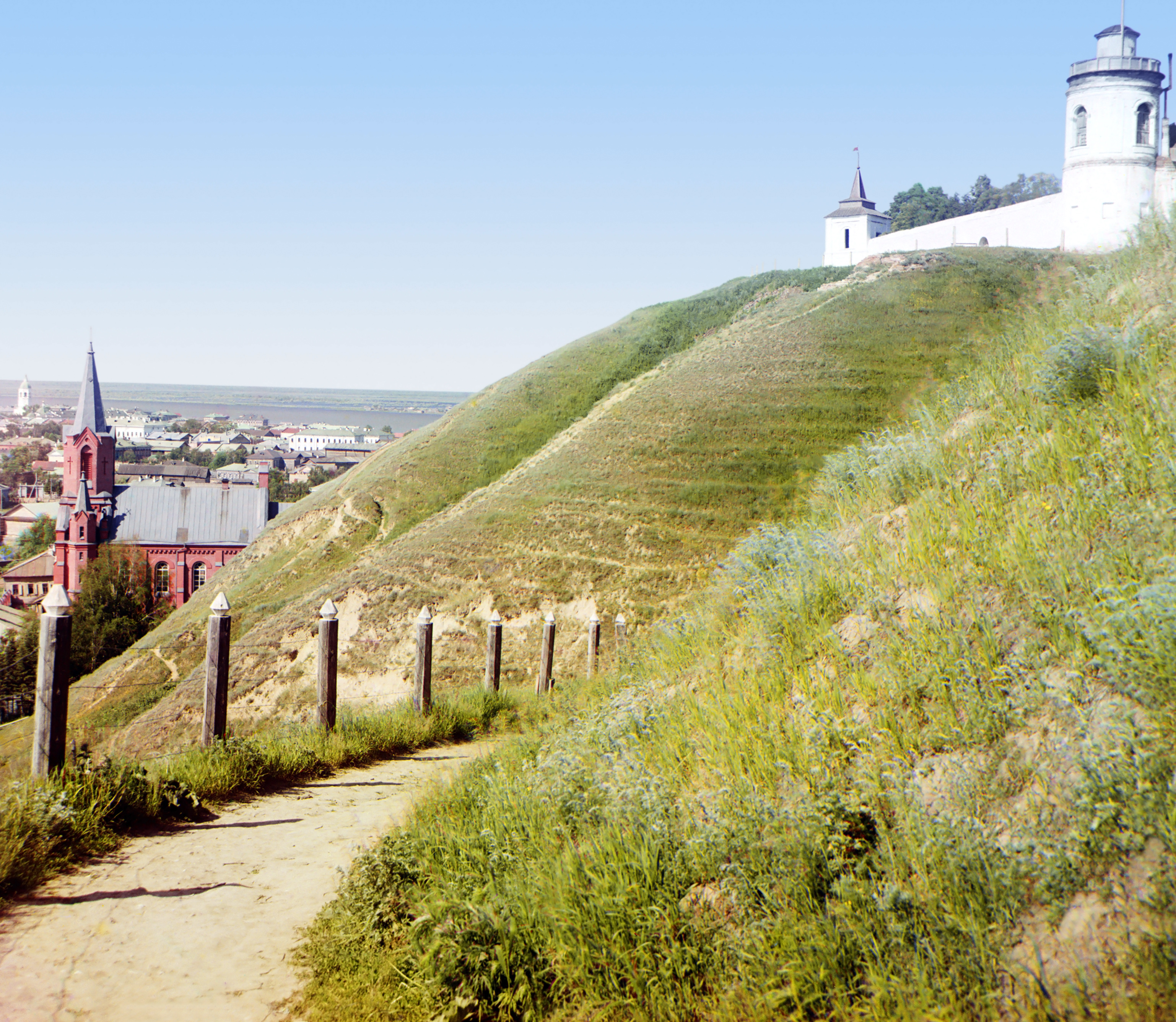
Vue de l'église à flanc de coteau, photographie de Sergueï Prokoudine-Gorski en 1912
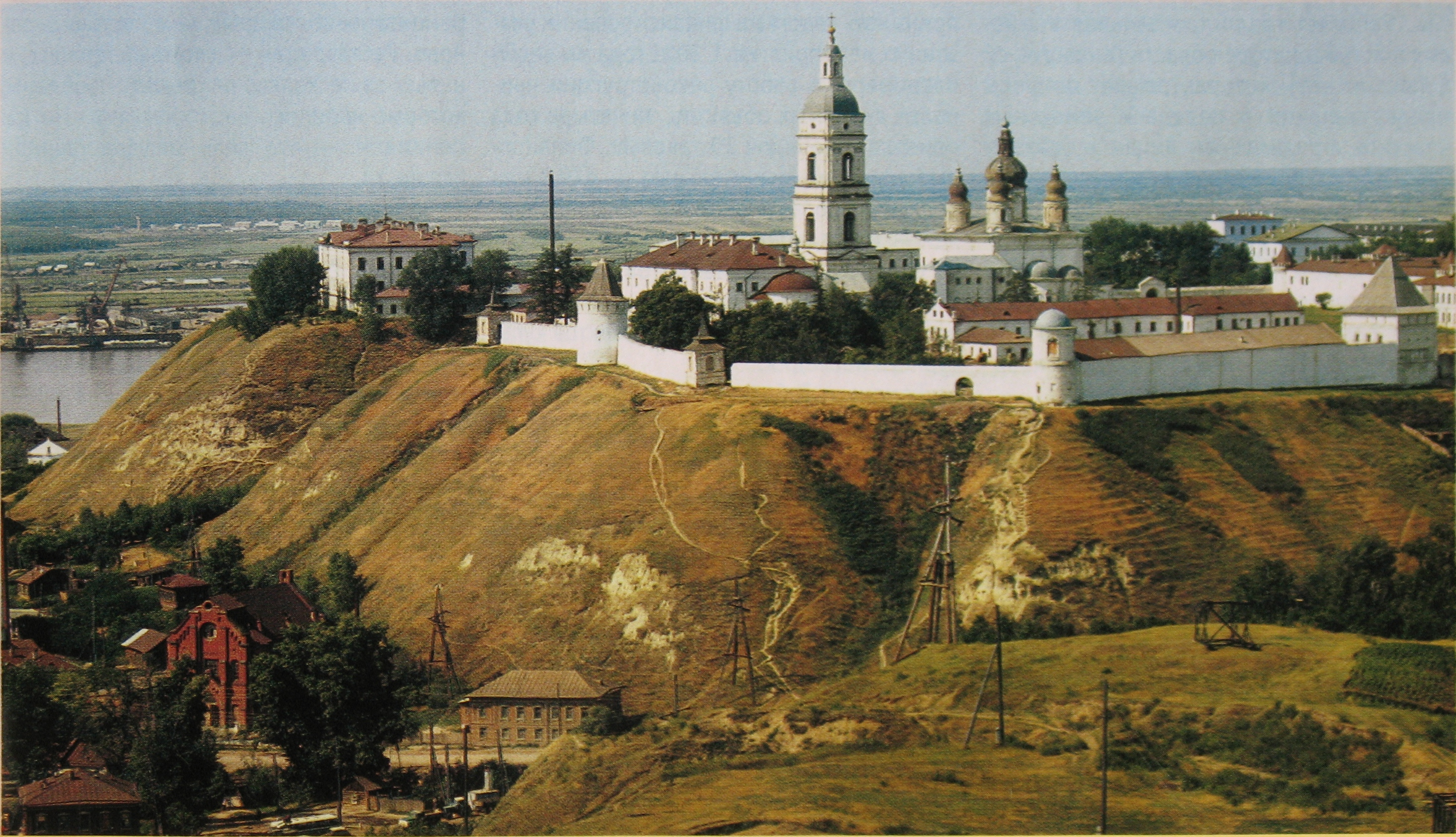
Vue de l'église (sans son clocher) sous le kremlin de Tobolsk dans les années 1990

## Source
- (ru) Cet article est partiellement ou en totalité issu de l’article de Wikipédia en russe intitulé « Храм Пресвятой Троицы (Тобольск) » (voir la liste des auteurs).